# Matteo Sobrero
Matteo Sobrero (ur. 14 maja 1997 w Albie) – włoski kolarz szosowy.

## Osiągnięcia
2015
- 3. miejsce w Trofeo Città di Loano
- 2. miejsce w Trofeo Buffoni

2018
- 3. miejsce w Giro del Belvedere
- 2. miejsce w Gran Premio Industrie del Marmo
- 1. miejsce w Coppa della Pace
- 2. miejsce w mistrzostwach Włoch do lat 23 (jazda indywidualna na czas)

2019
- 3. miejsce w Trofeo Laigueglia
- 3. miejsce w Giro del Belvedere
- 1. miejsce w Gran Premio Palio del Recioto
- 1. miejsce w mistrzostwach Włoch do lat 23 (jazda indywidualna na czas)

2021
- 3. miejsce w Tour of Slovenia
- 1. miejsce w mistrzostwach Włoch (jazda indywidualna na czas)
- 1. miejsce w mistrzostwach Europy (mieszana jazda drużynowa na czas)
- 3. miejsce w mistrzostwach świata (mieszana jazda drużynowa na czas)

2022
- 1. miejsce na 21. etapie Giro d’Italia
- 4. miejsce w Tour de Pologne
- 2. miejsce w mistrzostwach świata (mieszana jazda drużynowa na czas)
- 3. miejsce w Chrono des Nations

2023
- 3. miejsce w mistrzostwach Włoch (jazda indywidualna na czas)
- 4. miejsce w Tour of Austria
  - 1. miejsce na 4. etapie
- 2. miejsce w mistrzostwach Europy (mieszana jazda drużynowa na czas)

2024
- 4. miejsce w Saudi Tour

2025
- 3. miejsce w Tour de Pologne

## Rankingi
| Rok             | 2017  | 2018 | 2019 | 2020  | 2021 | 2022 | 2023 | 2024 |
| --------------- | ----- | ---- | ---- | ----- | ---- | ---- | ---- | ---- |
| World Ranking   | 1868. | 509. | 406. | 1139. | 218. | 132. | 173. | 413. |
| UCI Europe Tour | 1175. | 343. | 323. | 882.  | 188. | 109. | -    | -    |
|                 |       |      |      |       |      |      |      |      |
| Źródło: UCI     |       |      |      |       |      |      |      |      |